# Seigai Sakumura
 (septembre 2013).
Seigai Sakumura (de son vrai nom Sakumura Shin, surnom Zentotsu, noms de pinceau Utei et Seigai) est un peintre de l'École Nanga (peinture de lettrés), japonais du XIXe siècle, né en 1786 et mort en 1851.

## Biographie
Élève de Katgiri Tōin, Seigai Sakumura est au service de Honda Nakatsukasa Dayū, seigneur du château d'Okazaki à Mikawa (actuelle préfecture d'Aichi). En fait, il travaille surtout à Edo. Grand ami de Watanabe Kazan, il commence par peindre des figures mais, tout comme Kazan, tombe bientôt sous l'influence de Tani Bunchō. Ses meilleurs œuvres, des paysages, sont celles de la cinquantaine, notamment un Paysage, rouleau en hauteur à l'encre et couleurs légères sur papier, conservé au Musée national de Tokyo.
La peinture n'est pas signé mais porte le cachet du peintre; bien que d'obédience Nanga, elle diffère considérablement des premières œuvres de cette école, au travers d'une nouvelle sinisation de la peinture de lettré japonaise et d'une connaissance plus approfondie des originaux chinois. En réalité, ce paysage peut véritablement être chinois car il est difficile d'y décerner la moindre spécificité nippone: la composition est solide, le travail du pinceau varié et sûr et la texture originale ainsi que les contours ondulants confèrent aux formes une immobilité intéressante.
Mais les progrès techniques vont de conserve avec une perte de fraîcheur propre à la sensibilité japonaise.